# Peurojärvi (sjö i Kuhmo, Kajanaland)
Peurojärvi är en sjö i kommunen Kuhmo i landskapet Kajanaland i Finland. Den är 3,5 meter djup. Arean är 39 hektar och strandlinjen är 4,69 kilometer lång. Sjön  ingår i Uleälvens huvudavrinningsområde.   Den ligger omkring 110 kilometer öster om Kajana och omkring 530 kilometer nordöst om Helsingfors. 